# Grallaria bangsi
A Grallaria bangsi a madarak osztályának verébalakúak (Passeriformes) rendjébe és a hangyászpittafélék (Grallariidae) családjába tartozó faj.

## Rendszerezése
A fajt Joel Asaph Allen amerikai zoológus és ornitológus írta le 1900-ban.

## Előfordulása
Dél-Amerika északi részén, Kolumbia területén, a Sierra Nevada de Santa Marta hegységben honos. Természetes élőhelyei a szubtrópusi vagy trópusi hegyi esőerdők. Állandó, nem vonuló faj.

## Megjelenése
Testhossza 18 centiméter.

## Természetvédelmi helyzete
Elterjedési területe nagyon kicsi, egyedszáma pedig csökken. A Természetvédelmi Világszövetség Vörös listáján sebezhető fajként szerepel. Az illegális mezőgazdasági tevékenység, a fakitermelés és az égetés veszélyezteti.